# HTTP 451

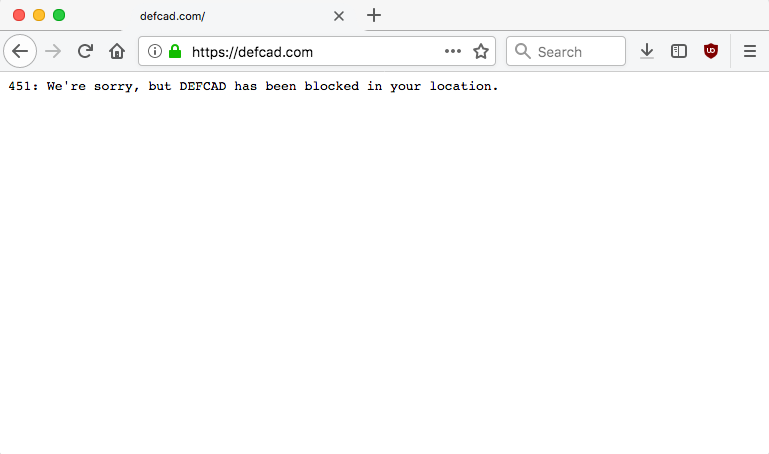
Повідомлення з кодом 451, яке повернув сервер вебсайту Defense Distributed клієнтському комп'ютеру, розташованому у Пенсильванії, США, 30 липня 2018 року.

В комп'ютерних мережах, HTTP 451 Unavailable For Legal Reasons (HTTP 451 Недоступно з юридичних причин) — запропонований та прийнятий код помилки стану HTTP, який означає, що користувач виконав запит на протизаконний ресурс, здебільшого заборонений державою. Номер 451 обрано як посилання на відомий утопічний роман Рея Бредбері «451 градус за Фаренгейтом», у якому під забороною опиняються книги будь-якого формату та змісту. Помилку 451 можна розглядати як більш детальний варіант помилки 403 forbidden.
Прикладом ситуацій, коли виникає помилка 451, є вебсторінки, які становлять загрозу національній безпеці, або які порушують авторське право, приватність чи інші закони згідно з розпорядженням суду.
Деякі сайти можуть видавати HTTP 404, якщо їм офіційно заборонено розголошувати факт блокування ресурсу.